# Caprarola
Caprarola là một thành phố thuộc tỉnh Viterbo, vùng Lazio miền trung nước Ý. Thành phố nằm ở trong rặng núi lử có tên gọi Cimini.
Công trình nổi bật của thành phố là Villa Farnese được xây bởi dòng họ Farnese vào giữa thế kỷ 16.
==Tham khảo==